# Sprängd anka
Sprängd anka är en maträtt bestående av lättsaltad anka. Sprängd innebär i detta sammanhang att kött av anka, exempelvis ankbröst, saltas i saltlake innan det tillagats.
Spränga (sprängia) är ett fornnordiskt ord som kunde betyda att beströ något. Med tiden har det mer anknutit till kokkonst. I den förstnämnda betydelsen finns ordet belagt i svenska språket från 1600-talet. "Sprängt kött" i betydelsen "saltat kött" finns belagt i svenska språket sedan 1700-talet.
Begreppet sprängd är här liktydigt med rimning, och kan jämföras med danskans sprænge som anspelar på att saltlösningar mjukar upp proteinerna i köttet och får fågelskinn att spricka så fågeln ser sprängd ut.